# Dicranomyia (Dicranomyia) bullockiana
Dicranomyia (Dicranomyia) bullockiana is een tweevleugelige uit de familie steltmuggen (Limoniidae). De soort komt voor in het Neotropisch gebied.